# Martin Rusterholz
Martin Rusterholz es un deportista alemán que compitió en vela en la clase Tornado (desde el año 2010 representó a Suiza). Ganó cuatro medallas de bronce en el Campeonato Europeo de Tornado entre los años 2001 y 2017.

## Palmarés internacional
| \| Representando a Alemania \| \| \| \| \| Campeonato Europeo \| \| \| \| \| Año \| Lugar \| Medalla \| Clase \| \| 2001 \| Sankt Moritz (Suiza) \| Medalla de bronce \| Tornado \| \| Representando a Suiza \| \| \| \| \| Campeonato Europeo \| \| \| \| \| Año \| Lugar \| Medalla \| Clase \| \| 2010 \| Torbole (Italia) \| Medalla de bronce \| Tornado \| \| 2014 \| Travemünde (Alemania) \| Medalla de bronce \| Tornado \| \| 2017 \| Dervio (Italia) \| Medalla de bronce \| Tornado \| |                       |                   |         |
| Representando a Alemania |                       |                   |         |
| Campeonato Europeo |                       |                   |         |
| Año | Lugar                 | Medalla           | Clase   |
| 2001 | Sankt Moritz (Suiza)  | Medalla de bronce | Tornado |
| Representando a Suiza |                       |                   |         |
| Campeonato Europeo |                       |                   |         |
| Año | Lugar                 | Medalla           | Clase   |
| 2010 | Torbole (Italia)      | Medalla de bronce | Tornado |
| 2014 | Travemünde (Alemania) | Medalla de bronce | Tornado |
| 2017 | Dervio (Italia)       | Medalla de bronce | Tornado |